# Кукініш
Кукініш (рум. Cuchiniș) — село у повіті Бакеу в Румунії. Входить до складу комуни Брустуроаса.
Село розташоване на відстані 232 км на північ від Бухареста, 58 км на захід від Бакеу, 129 км на південний захід від Ясс, 105 км на північний схід від Брашова.

## Населення
За даними перепису населення 2002 року у селі проживали 357 осіб, усі — румуни. Усі жителі села рідною мовою назвали румунську.